# Black Canyon of the Gunnison National Park
Black Canyon of the Gunnison  National Park er en nationalpark i den vestlige del af delstaten Colorado i USA. Parken er 122 km² i størrelse. Hele canyonen er ca. 75 km lang, hvoraf ca. 20 km er indenfor nationalparken. 
En fjerdedel af Gunnisonfloden beskyttes af parken, hvor der er mørke kløftvægge fra prækambriumæraen.  Kløften har meget stejle nedstigninger, og benyttes til rafting og bjergklatring.  Den smalle, stejle kløft, lavet af gnejs og glimmerskifer, er ofte i skygge og synes sort, deraf navnet Black Canyon, den sorte kløft.
De dybeste og mest dramatiske dele af canyonen ligger i parken, men canyonen fortsætter opover ind i Curecanti National Recreation Area og nedstrøms ind i Gunnison Gorge National Conservation Area.

## Geologi
Gunnisonfloden som parken er opkaldt efter, har et gennemsnitligt  fald på 18 meter/km gennem parken, hvilket gør den til et af de bratteste flodløb i Nord-Amerika. Til sammenligning har Colorado River gennem Grand Canyon et gennemsnitligt  fald på 1,4 m/km. På det bratteste falder Gunnison 150 meter på en strækning af 3 km.

## Adkomst
Der er to veje til parken, som administreres af National Park Service. Den mest tilrettelagte indgang til parken ligger på sydsiden af canyonen og er 24 km øst for byen Montrose. På nordsiden ligger indgangen 18 km syd for Crawford, men den er lukket om vinteren.